# Rya Kihlstedt
Rya Kihlstedt (Lancaster, 23 luglio 1970) è un'attrice statunitense.
Ha acquisito notorietà interpretando la componente femminile della banda criminale Alice Ribbons protagonista del film Mamma, ho preso il morbillo (Home Alone 3). Nel 2012 è stata candidata allo Screen Actors Guild Award per il miglior cast in una serie drammatica insieme al cast principale della sesta stagione di Dexter, nella quale ha interpretato la psicologa Michelle Ross. Nel 2015 figura tra i membri del cast principale di Heroes Reborn.
È sorella della violinista Carla Kihlstedt e moglie dell'attore Gil Bellows, con cui si è sposata nel 1994 e dal quale ha avuto due figli: Ava Emmanuelle (1999) e Giovanni (2001).

## Filmografia

### Cinema
- Artic Blue (Arctic Blue), regia di Peter Masterson (1993)
- Hudson River Blues, regia di Nell Cox (1997)
- Mamma, ho preso il morbillo (Home Alone 3), regia di Raja Gosnell (1997)
- Deep Impact, regia di Mimi Leder (1998)
- Jaded, regia di Caryn Krooth (1998)
- Frontline, regia di Quinton Peeples (1999)
- Say You'll Be Mine, regia di Brad Kane (1999)
- Women in Trouble, regia di Sebastian Gutierrez (2009)
- Elektra Luxx, regia di Sebastian Gutierrez, non accreditata (2010)
- Intelligence, regia di Phil Kaufmann - cortometraggio (2012)
- Three Days in Havana, regia di Gil Bellows e Tony Pantages (2013)
- The Atticus Institute, regia di Chris Sparling (2015)
- Final Destination Bloodlines, regia di Zach Lipovsky e Adam Stein (2025)

### Televisione
- Tribeca – serie TV, episodio 1x06 (1993)
- SeaQuest - Odissea negli abissi (SeaQuest 2032) – serie TV, episodio 1x14 (1994)
- Heaven & Hell: North & South, Book III – miniserie TV, 3 puntate (1994)
- The Second Greatest Story Ever Told, regia di Ralph Glenn Howard e Katharina Otto-Bernstein - film TV (1994)
- The Buccaneers – miniserie TV, 5 puntate (1995)
- Alchemy, regia di Suzanne Myers - film TV (1995)
- Swift - Il giustiziere (Swift Justice) – serie TV, episodio 1x13 (1996)
- Ultime dal cielo (Early Edition) – serie TV, 3 episodi (1996)
- Brave New World, regia di Leslie Libman e Larry Williams - film TV (1998)
- Lei, la creatura (Mermaid Chronicles Part 1: She Creature), regia di Sebastian Gutierrez - film TV (2001)
- Covert Affairs – serie TV, episodio 1x02 (2010)
- Criminal Minds – serie TV, episodio 6x02 (2010)
- NCIS - Unità anticrimine (NCIS) – serie TV, episodio 9x10 (2011)
- Prime Suspect – serie TV, episodio 1x09 (2011)
- Dexter – serie TV, 7 episodi (2011)
- Connie Banks the Actor, regia di Steve Conrad - film TV (2011)
- Nashville – serie TV, 8 episodi (2012-2013)
- CSI - Scena del crimine (CSI: Crime Scene Investigation) – serie TV, episodio 4x15 (2014)
- Drop Dead Diva – serie TV, episodio 6x07 (2014)
- Perception – serie TV, episodio 3x04 (2014)
- Masters of Sex – serie TV, episodi 2x01-2x04 (2014)
- Heroes Reborn – serie TV, 13 episodi (2015-2016)
- C'era una volta (Once Upon a Time) – serie TV, episodio 5x20 (2016)
- Streghe (Charmed) – serie TV, 9 episodi (2018-2019)
- Cardinal – serie TV, 5 episodi (2019)
- Yellowstone – serie, episodi 2x01-2x07 (2019)
- A Teacher: Una storia sbagliata (A Teacher) - miniserie TV, regia di Hannah Fidell (2020)
- L'amore ai tempi del corona (Love in the Time of Corona) – miniserie TV, 4 puntate (2020)
- Obi-Wan Kenobi – miniserie TV, puntate 2-3-4 (2022)
- Superman & Lois – serie TV, 12 episodi (2022)
- Your Honor – serie TV, episodi 2x02-2x08 (2023)
- Orphan Black: Echoes – serie TV, 6 episodi (2023)

## Doppiatrici italiane
Nelle versioni in italiano delle opere in cui ha recitato, Rya Kihlstedt è stata doppiata da:
- Claudia Razzi in Dexter, Heroes Reborn, Grey's Anatomy, Final Destination Bloodlines
- Barbara De Bortoli in A Teacher: Una storia sbagliata, L'amore ai tempi del corona
- Irene Di Valmo in Nashville, Your Honor
- Isabella Pasanisi in Mamma, ho preso il morbillo
- Claudia Balboni in Perception
- Alessandra Korompay in One Mississippi
- Francesca Lucchese in C'era una volta
- Alessandra Cassioli in Bosch
- Laura Boccanera in Streghe
- Barbara Castracane in Yellowstone
- Licia Amendola in Obi-Wan Kenobi
- Anna Cugini in S.W.A.T.

Da doppiatrice è sostituita da:
- Renata Bertolas in Call of Duty: Modern Warfare, Call of Duty: Modern Warfare II, Call of Duty: Modern Warfare III